# NCS FC
Der Namibian Correctional Service Football Club, meist nur NCS FC, ist ein Fußballverein aus Windhoek, der Hauptstadt Namibias. Es handelt sich um einen Fußballverein des Namibian Correctional Service (NCS), des namibischen Justizvollzugs.
Ihm gelang in der Saison 2023/24 zur Saison 2024/25 der Aufstieg in die höchste namibische Fußballliga, in der er aber aufgrund von Verbandsvorschriften nicht spielberechtigt ist, da bereits mit Khomas Nampol ein Verein des Innenministeriums in der ersten Liga vertreten ist.